# أدريان تيتياني
أدريان تيتياني (بالرومانية: Adrian Titieni)‏ هو ممثل روماني، ولد في 6 يونيو 1963 ببيستريتسا في رومانيا.

## أعمال

### أفلام
- (2013) وضعية الطفل

## وصلات خارجية
- أدريان تيتياني على موقع IMDb (الإنجليزية)
- أدريان تيتياني على موقع ألو سيني (الفرنسية)
- أدريان تيتياني على موقع أول موفي (الإنجليزية)
- أدريان تيتياني على موقع قاعدة بيانات الأفلام السويدية (السويدية)
- أدريان تيتياني على موقع قاعدة بيانات الفيلم (الإنجليزية)
- أدريان تيتياني على موقع كينوبويسك (الروسية)